# Massimo Busacca
Massimo Busacca (Bellinzona, 1969. február 6. –) svájci nemzetközi labdarúgó-játékvezető. Egyéb foglalkozása ügyvezető igazgató.

## Pályafutása

### Labdarúgóként
Ifjúsági korában a Ticinóban lévő alacsonyabb osztályú csapatban rúgta a labdát.

### Nemzeti játékvezetés
A játékvezetői vizsgát 1990-ben letéve különböző labdarúgó osztályokban szerezte meg a szükséges szakmai tapasztalatokat, 1996-ban lett a legmagasabb labdarúgó liga játékvezetője. Az aktív nemzeti játékvezetéstől 2011-ben vonult vissza. Első ligás mérkőzéseinek száma: 126.

#### Nemzeti kupamérkőzések
Vezetett Kupa-döntők száma: 1.

##### Svájci labdarúgókupa
| Időpont         | Helyszín                        | Mérkőzés típusa | Mérkőzés            | Eredmény |
| --------------- | ------------------------------- | --------------- | ------------------- | -------- |
| 2004. május 16. | Szent Jakob-Park Stadion, Bázel | döntő           | FC Luzern–FC Zürich | 1 – 3    |

###### Szuper-bajnoki mérkőzés
A 2005/2006-os bajnoki idényben vezetett egy szuper bajnoki mérkőzést, az FC Basel – FC Zürich (0:1) között. Az FC Basel nem veszített otthon az elmúlt 59 bajnoki mérkőzésen, ha itt nyer, akkor öt év alatt biztosította volna a negyedik bajnokságukat. A mérkőzés egészen az utolsó percig eldöntetlen volt, a végső pillanatban Iulian Filipescu Zürich védő gólt rúgott. A gól után azonnal vége lett a mérkőzésnek, lejárt az idő. A Basel rajongók, megrohamozta a játékteret, majd a huligán verekedés folytatódott a stadionon kívül.

#### Nemzetközi játékvezetés
A Svájci labdarúgó-szövetség Játékvezető Bizottságának (JB) felterjesztésére 1999-ben lett a Nemzetközi Labdarúgó-szövetség (FIFA) játékvezetői keretének tagja. UEFA besorolás szerint  2002-óta a „mester” kategóriába tevékenykedik. A svájci nemzetközi játékvezetők rangsorában, a világbajnokság-Európa-bajnokság sorrendjében 2. helyet foglalja el 28 találkozó szolgálatával. Európai-kupamérkőzések irányítójaként az örök ranglistán a 92. helyet foglalja el 31 találkozó vezetésével. A vezetett európai kupatalálkozók sorrendjében 2007-ben a 75. (35 mérkőzéssel). Az aktív nemzetközi játékvezetéstől 2011-ben búcsúzott. Válogatott mérkőzéseinek száma: 35.

#### Labdarúgó-világbajnokság

##### U20-as labdarúgó-világbajnokság
Egyesült Arab Emírségek a 2003-as ifjúsági labdarúgó-világbajnokságot, Hollandia a 2005-ös ifjúsági labdarúgó-világbajnokságot rendezte, ahol a FIFA JB bírókánt alkalmazta.

###### 2003-as U20-as labdarúgó-világbajnokság
| Időpont            | Helyszín                       | Mérkőzés típusa              | Mérkőzés                  | Eredmény | Nézők száma |
| ------------------ | ------------------------------ | ---------------------------- | ------------------------- | -------- | ----------- |
| 2003. november 29. | Al-Maktoum Stadion, Dubaj      | csoportmérkőzés (D. csoport) | Kolumbia–Egyiptom         | 0 : 0    | 11 000      |
| 2003. december 2.  | Sheikh Khalifa Stadion, Al Ain | csoportmérkőzés (E. csoport) | Elefántcsontpart–Írország | 2 : 2    | 10 265      |
| 2003. december 4.  | Központi Stadion, Sharjah      | csoportmérkőzés (A. csoport) | Spanyolország–Üzbegisztán | 1 : 0    | 4 000       |
| 2003. december 8.  | Al-Maktoum Stadion, Dubaj      | egyik nyolcaddöntő           | Argentína–Egyiptom        | 2 : 1    | 10 800      |

###### 2005-ös U20-as labdarúgó-világbajnokság
| Időpont          | Helyszín                          | Mérkőzés típusa              | Mérkőzés           | Eredmény | Nézők száma |
| ---------------- | --------------------------------- | ---------------------------- | ------------------ | -------- | ----------- |
| 2005. június 11. | De Vijverberg Stadion, Doetinchem | csoportmérkőzés (C. csoport) | Honduras–Chile     | 0 : 7    | 6 800       |
| 2005. június 14. | Arke Stadion, Enschede            | selejtező (D. csoport)       | Egyiptom–Argentína | 0 : 2    | 8 500       |
| 2005. június 18. | Willem II Stadion, Tilburg        | csoportmérkőzés (E. csoport) | Kolumbia–Szíria    | 2 : 0    | 11 000      |
| 2005. június 21. | Arke Stadion, Enschede            | egyik nyolcaddöntő           | Marokkó–Japán      | 1 : 0    | 11 800      |
| 2005. június 28. | Galgenwaard Stadion, Utrecht      | egyik elődöntő               | Brazília–Argentína | 1 : 2    | 16 500      |

##### U17-es labdarúgó-világbajnokság
Nigéria rendezte a 2009-es U17-es labdarúgó-világbajnokságot, ahol a FIFA JB hivatalnokként foglalkoztatta.

###### 2009-es U17-es labdarúgó-világbajnokság
| Időpont           | Helyszín                  | Mérkőzés típusa              | Mérkőzés           | Eredmény | Nézők száma |
| ----------------- | ------------------------- | ---------------------------- | ------------------ | -------- | ----------- |
| 2009. október 24. | Városi Stadion, Abuja     | csoportmérkőzés (A. csoport) | Honduras–Argentína | 0 : 1    | 19 560      |
| 2009. október 29. | Sani Abacha Stadion, Kano | csoportmérkőzés (E. csoport) | USA–Malawi         | 1 : 0    | 9 000       |
| 2009. november 5. | Városi Stadion, Abuja     | egyik nyolcaddöntő           | Nigéria–Új-Zéland  | 5 : 0    | 35 200      |

---
A világbajnoki döntőhöz vezető úton Dél-Koreába és Japánba a XVII., a 2002-es labdarúgó-világbajnokságra, Németországba a XVIII., a 2006-os labdarúgó-világbajnokságra, valamint Dél-Afrikába a XIX., a 2010-es labdarúgó-világbajnokságra a FIFA JB bíróként alkalmazta. Világbajnokságon vezetett mérkőzéseinek száma: 4.

##### 2002-es labdarúgó-világbajnokság

###### Selejtező mérkőzés
| Időpont         | Helyszín                      | Mérkőzés típusa           | Mérkőzés                | Eredmény | Nézők száma |
| --------------- | ----------------------------- | ------------------------- | ----------------------- | -------- | ----------- |
| 2001. június 2. | Windsor Park Stadion, Belfast | előselejtező (3. csoport) | Észak-Írország–Bulgária | 0 : 1    | 7 609       |

##### 2006-os labdarúgó-világbajnokság

###### Selejtező mérkőzés
| Időpont             | Helyszín                       | Mérkőzés típusa                                | Mérkőzés                            | Eredmény | Nézők száma |
| ------------------- | ------------------------------ | ---------------------------------------------- | ----------------------------------- | -------- | ----------- |
| 2004. október 13.   | Laugardalsvöllur, Reykjavík    | előselejtező (8. csoport)                      | Izland–Svédország                   | 1 : 4    | 7 037       |
| 2004. november 17.  | Kuban Stadion, Krasznodar      | előselejtező (3. csoport)                      | Oroszország–Észtország              | 4 : 0    | 28 000      |
| 2005. március 30.   | Crvene Zvezde Stadion, Belgrád | előselejtező (7. csoport)                      | Szerbia és Montenegró–Spanyolország | 0 : 0    | 48 910      |
| 2005. szeptember 7. | Windsor Park Stadion, Belfast  | előselejtező (6. csoport)                      | Észak-Írország–Anglia               | 1 : 0    | 14 609      |
| 2005. október 8.    | Pakhtakor Stadion, Taskent     | Ázsia (AFC) zóna döntő rájátszás (1. mérkőzés) | Üzbegisztán–Bahrein                 | 1 : 1    | 55 000      |
| 2005. november 12.  | Ullevaal Stadion, Oslo         | rájátszás                                      | Norvégia–Csehország                 | 0 : 1    | 24 264      |

###### Világbajnoki mérkőzés
| Időpont          | Helyszín                    | Mérkőzés típusa              | Mérkőzés              | Eredmény | Nézők száma |
| ---------------- | --------------------------- | ---------------------------- | --------------------- | -------- | ----------- |
| 2006. június 14. | Zentral Stadion, Lipcse     | csoportmérkőzés (H. csoport) | Spanyolország–Ukrajna | 4 : 0    | 43 000      |
| 2006. június 20. | Müngersdorfer Stadion, Köln | csoportmérkőzés (B. csoport) | Anglia–Svédország     | 2 : 2    | 45 000      |
| 2006. június 24. | Zentral Stadion, Lipcse     | egyik nyolcaddöntő           | Argentína–Mexikó      | 2 : 1    | 43 000      |

##### 2010-es labdarúgó-világbajnokság
2008-ban a FIFA JB bejelentette, hogy a Dél-afrikai rendezésű világbajnokság 54 lehetséges játékvezetőjének átmeneti listájára jelölte. A végleges listát különböző technikai, fizikai, pszichológiai és egészségügyi tesztek teljesítése, valamint  különböző erősségű összecsapásokon mutatott teljesítmények alapján állították össze. Az európai játékvezetők eredetileg 20 főből álló keretéből 14 bíró maradt versenyben. A FIFA JB 2010. február 5-én kijelölte a (június 11.-július 11.) közötti dél-afrikai világbajnokságon közreműködő harminc játékvezetőt. Az érintettek március 2-6. között a Kanári-szigeteken vettek részt szemináriumon, ezt megelőzően február 26-án Zürichben orvosi vizsgálaton kellett megjelenniük. Teljesítve az utolsó követelményt, asszisztenseivel utazhattak a tornára.

###### Selejtező mérkőzés
| Időpont             | Helyszín                          | Mérkőzés típusa           | Mérkőzés                  | Eredmény | Nézők száma |
| ------------------- | --------------------------------- | ------------------------- | ------------------------- | -------- | ----------- |
| 2008. október 11.   | Hampden Park Stadion, Glasgow     | előselejtező (9. csoport) | Skócia–Norvégia           | 0 : 0    | 50 205      |
| 2009. március 28.   | Santiago Bernabéu stadion, Madrid | előselejtező (5. csoport) | Spanyolország–Törökország | 1 : 0    | 73 820      |
| 2009. szeptember 5. | Parken Stadion, Koppenhága        | előselejtező (1. csoport) | Dánia–Portugália          | 1 : 1    | 37 998      |
| 2009. október 10.   | Luzsnyiki Stadion, Moszkva        | előselejtező (4. csoport) | Oroszország–Németország   | 0 : 1    | 72 100      |
| 2009. november 18.  | Centenario Stadion, Montevideo    | rájátszás (2. mérkőzés)   | Uruguay–Costa Rica        | 1 : 1    | 62 150      |

###### Világbajnoki mérkőzés
| Időpont          | Helyszín                          | Mérkőzés típusa              | Mérkőzés           | Eredmény | Nézők száma |
| ---------------- | --------------------------------- | ---------------------------- | ------------------ | -------- | ----------- |
| 2010. június 16. | Loftus Versfeld Stadion, Pretoria | csoportmérkőzés (A. csoport) | Dél-Afrika–Uruguay | 0 : 3    | 42 658      |

#### Labdarúgó-Európa-bajnokság
Az európai-labdarúgó torna döntőjéhez vezető úton Portugáliába a XII., a 2004-es labdarúgó-Európa-bajnokságra, Ausztriába és Svájcba a XIII., a 2008-as labdarúgó-Európa-bajnokságra, valamint Ukrajnába és Lengyelországba a XIV., a 2012-es labdarúgó-Európa-bajnokságra az UEFA JB játékvezetőként foglalkoztatta.

##### 2004-es labdarúgó-Európa-bajnokság

###### Selejtező mérkőzés
| Időpont           | Helyszín                        | Mérkőzés típusa           | Mérkőzés                 | Eredmény | Nézők száma |
| ----------------- | ------------------------------- | ------------------------- | ------------------------ | -------- | ----------- |
| 2002. október 12. | Wojska Polskiego Stadion, Varsó | előselejtező (4. csoport) | Lengyelország–Lettország | 0 : 1    | 12 000      |
| 2003. június 7.   | Atatürk Stadion, Antalya        | előselejtező (1. csoport) | Izrael–Szlovénia         | 0 : 0    | 2 500       |
| 2003. október 11. | Sclessin Stadion, Liège         | előselejtező (8. csoport) | Belgium–Észtország       | 2 : 0    | 20 000      |

##### 2008-as labdarúgó-Európa-bajnokság

###### Selejtező mérkőzés
| Időpont              | Helyszín                          | Mérkőzés típusa           | Mérkőzés              | Eredmény | Nézők száma |
| -------------------- | --------------------------------- | ------------------------- | --------------------- | -------- | ----------- |
| 2006. október 7.     | Hampden Park Stadion, Glasgow     | előselejtező (B. csoport) | Skócia–Franciaország  | 1 : 0    | 50 500      |
| 2007. március 24.    | Santiago Bernábéu Stadion, Madrid | előselejtező (F. csoport) | Spanyolország–Dánia   | 2 : 1    | 75 000      |
| 2007. szeptember 12. | Ulleval Stadion, Oslo             | előselejtező (C. csoport) | Norvég–Görögország    | 2 : 2    | 24 000      |
| 2007. november 21.   | Crvena Zvezda Stadion, Belgrád    | előselejtező (A. csoport) | Szerbia–Lengyelország | 2 : 2    | 20 000      |

###### Európa-bajnoki mérkőzés
| Időpont          | Helyszín                          | Mérkőzés típusa              | Mérkőzés                | Eredmény | Nézők száma |
| ---------------- | --------------------------------- | ---------------------------- | ----------------------- | -------- | ----------- |
| 2008. június 10. | Wals-Siezenheim Stadion, Salzburg | csoportmérkőzés (D. csoport) | Svédország–Görögország  | 0 : 2    | 31 063      |
| 2008. június 17. | Suisse Stadion, Bern              | csoportmérkőzés (C. csoport) | Hollandia–Románia       | 2 : 0    | 30 777      |
| 2008. június 25. | St.Jakob-Park Stadion, Bázel      | egyik elődöntő               | Németország–Törökország | 3 : 2    | 39 374      |

##### 2012-es labdarúgó-Európa-bajnokság
| Időpont           | Helyszín                      | Mérkőzés típusa           | Mérkőzés             | Eredmény | Nézők száma |
| ----------------- | ----------------------------- | ------------------------- | -------------------- | -------- | ----------- |
| 2010. október 12. | Hampden Park Stadion, Glasgow | előselejtező (I. csoport) | Skócia–Spanyolország | 2 : 3    | 51 322      |
| 2011. június 3.   | Ernst Happel Stadion, Bécs    | előselejtező (A. csoport) | Ausztria–Németország | 0 : 3    | 47 500      |

#### Konföderációs kupa
2009-ben Dél-Afrika rendezte a világbajnokságot megelőző próbatornát, ahol a FIFA JB játékvezetőként vette igénybe.
| Időpont          | Helyszín                          | Mérkőzés típusa              | Mérkőzés                  | Eredmény | Nézők száma |
| ---------------- | --------------------------------- | ---------------------------- | ------------------------- | -------- | ----------- |
| 2009. június 18. | Loftus Versfeld Stadion, Pretoria | csoportmérkőzés (B. csoport) | Egyesült Államok–Brazília | 0 : 3    | 39 617      |
| 2009. június 25. | Ellis Park Stadion, Johannesburg  | egyik elődöntő               | Brazília–Dél-Afrika       | 1 : 0    | 48 049      |

##### Nemzetközi kupamérkőzések
Vezetett Kupa-döntők száma: 3.

##### UEFA-bajnokok ligája
Az 55. játékvezető – a 6. svájci – aki UEFA-bajnokok ligája döntőt vezetett.
| Időpont         | Helyszín               | Mérkőzés típusa | Mérkőzés                          | Eredmény | Nézők száma |
| --------------- | ---------------------- | --------------- | --------------------------------- | -------- | ----------- |
| 2009. május 27. | Olimpiai Stadion, Róma | döntő           | FC Barcelona–Manchester United FC | 2 : 0    | 62 467      |

##### UEFA-kupa
2007-ben az UEFA JB elismerve szakmai felkészültségét, megbízta a döntő találkozó koordinálásával.
| Időpont         | Helyszín                      | Mérkőzés típusa | Mérkőzés                | Eredmény | Nézők száma |
| --------------- | ----------------------------- | --------------- | ----------------------- | -------- | ----------- |
| 2007. május 16. | Hampden Park Stadion, Glasgow | döntő           | RCD Espanyol–Sevilla FC | 2 : 2    | 47 602      |

##### UEFA-szuperkupa
| Időpont             | Helyszín                  | Mérkőzés típusa | Mérkőzés                                    | Eredmény | Nézők száma |
| ------------------- | ------------------------- | --------------- | ------------------------------------------- | -------- | ----------- |
| 2010. augusztus 27. | II. Lajos Stadion, Monaco | döntő           | FC Internazionale Milano–Atlético de Madrid | 0 : 2    | 17 265      |

## Szakmai sikerek
- A IFFHS szerint 2008-ban a világ negyedik, 2009-ben a második legjobb játékvezetője,
- Az IFFHS (International Federation of Football History & Statistics) 1987-2011 évadokról tartott nemzetközi szavazásán 151, játékvezető besorolásával minden idők 12, legjobb bírójának rangsorolta, holtversenyben Hellmut Krug, Ľuboš Micheľ,  társaságában. A 2008-as szavazáshoz képest 20 pozíciót előbbre lépett.